# Marianín (Fußballspieler)
Mariano Arias Chamorro (* 18. Mai 1946 in Fabero), auch bekannt als Marianín, ist ein ehemaliger spanischer Fußballspieler.

## Karriere

### Verein
Marianín unterschrieb 1966 seinen ersten Profivertrag und spielte fortan in der Tercera División für CA Bembibre und Cultural Leonesa. In der Saison 1970/71 schoss er 36 Tore und stieg mit dem Club aus León in die Segunda División auf. Auch hier überzeugte Marianín in der Saison 1971/72 mit 17 Toren und erreichte mit seiner Mannschaft den fünften Platz.
Zur Spielzeit 1972/73 wechselte er zum Neuaufsteiger Real Oviedo in die Primera División. Wieder hatte Marianín keine Mühe, sich an das Niveau der neuen Liga anzupassen. Mit 19 Toren wurde er nicht nur auf Anhieb Torschützenkönig, sondern war insgesamt auch an mehr als der Hälfte aller Tore seines Klubs beteiligt. Während einige Mitspieler nun dem Ruf des großen Geldes folgten, hielt Marianín dem Verein trotz lukrativer Angebote die Treue. Den Abstieg in der Saison 1973/74 konnte er jedoch nicht verhindern. Dem direkten Wiederaufstieg folgte schließlich 1976 der erneute Abstieg. Als der Wiederaufstieg 1977 misslang, verließ Marianín den Verein und wechselte zurück zu Cultural Leonesa in die Segunda División B.
Seine Karriere beendete der Spanier 1979 in seiner Heimatstadt bei CD Fabero.

### Nationalmannschaft
Infolge seiner erfolgreichen ersten Saison bei Real Oviedo wurde Marianín 1973 zum ersten und einzigen Mal in die spanische Nationalmannschaft berufen. So bestritt er sein einziges Länderspiel am 17. Oktober 1973 gegen die Türkei. Die Partie endete 0:0.

## Erfolge
- Aufstieg in die Segunda División: 1971
- Aufstieg in die Primera División: 1975
- Pichichi-Trophäe: 1973